# Mike Bytzura
Michael John "Mike" Bytzura (Duquesne, Pensilvania; 18 de junio de 1922-ibidem; 24 de enero de 1989) fue un jugador de baloncesto estadounidense que disputó una temporada en la NBA, además de jugar en la NBL y la AAPBL. Con 1,85 metros de estatura, jugaba en la posición de alero.

## Trayectoria deportiva

### Universidad
Jugó durante su etapa universitaria con los Dukes de la Universidad Duquesne, y también un año con los Blackbirds de la Universidad de Long Island.

### Profesional
Comenzó su andadura profesional en 1944, en los Cleveland Allmen Transfers de la NBL, donde en su primera temporada fue uno de los mejores jugadores de su equipo, promediando 8,7 puntos por partido. Al año siguiente su rendimiento bajó, quedándose en los 5,8 puntos por encuentro.
En 1946 fichó por los Pittsburgh Ironmen de la recién creada BAA, jugando la única temporada del equipo en la élite, donde promedió 3,5 puntos por partido. Tras la desaparición del equipo, fue elegido en el draft de dispersión por los Providence Steamrollers, pero acabó su carrera jugando un año en los Pitt-Altoona Railroaders de la liga menor All-American Professional Basketball League.

#### Estadísticas en la BAA

##### Temporada regular
| Temporada | Edad | Equipo             | Liga | P  | TIT | MIN | TC  | TCA | %TC  | 3P | 3PA | %3P | TL  | TLA | %TL  | R.OF. | R.DEF. | REB | ASIS | ROB | TAP | PER | FP  | PTS |
| 1946-47   | 24   | Pittsburgh Ironmen | BAA  | 60 |     |     | 1.5 | 5.9 | .244 |    |     |     | 0.6 | 1.2 | .500 |       |        |     | 0.5  |     |     |     | 1.8 | 3.5 |
| Total     |      |                    | BAA  | 60 |     |     | 1.5 | 5.9 | .244 |    |     |     | 0.6 | 1.2 | .500 |       |        |     | 0.5  |     |     |     | 1.8 | 3.5 |